# Tour blanche (Thessalonique)
Pour les articles homonymes, voir Tour Blanche (homonymie).

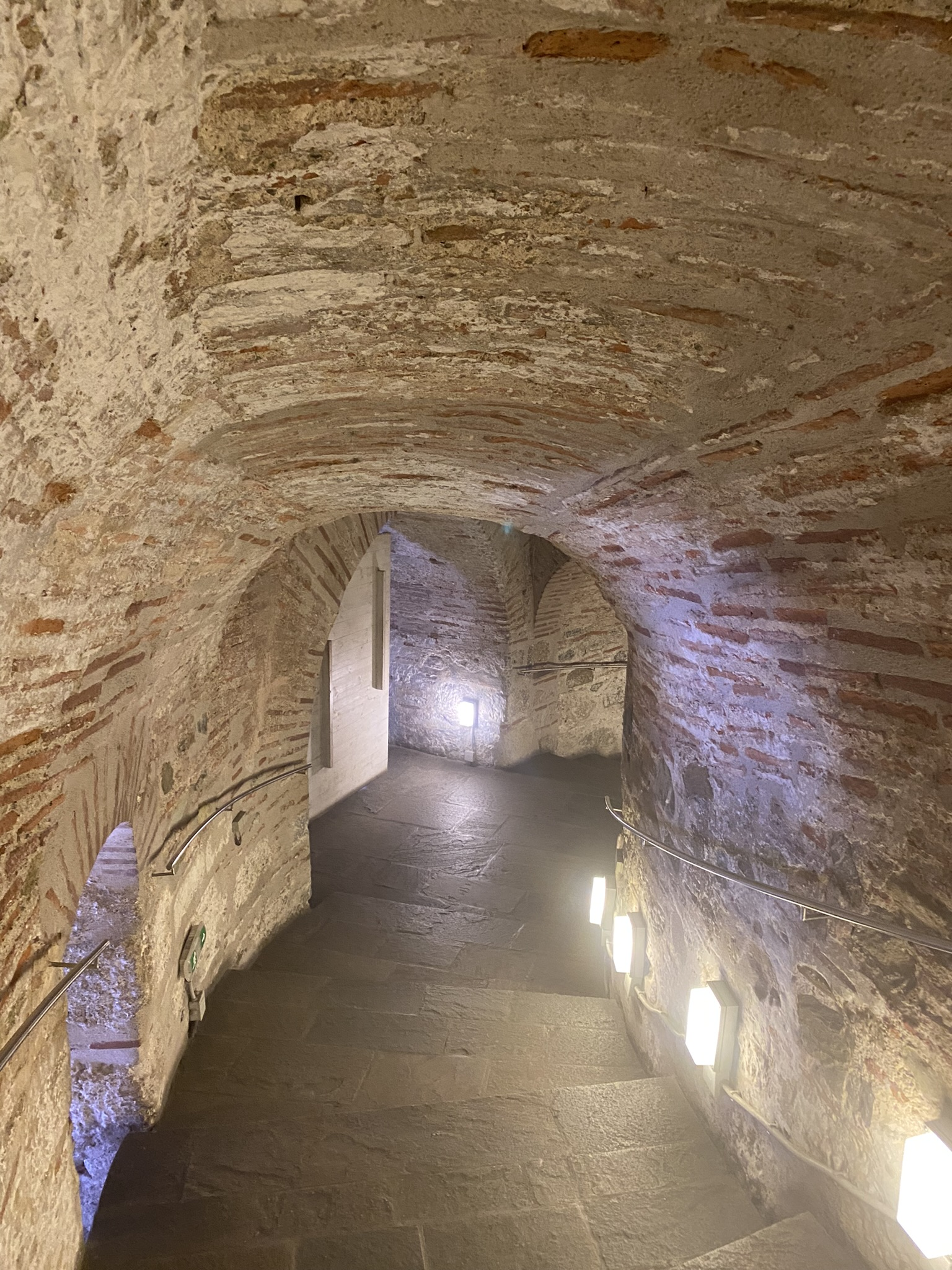
Les marches à l'intérieur de la Tour blanche du centre-ville de Thessalonique.

La Tour blanche (en grec moderne : Λευκός Πύργος / Lefkós Pýrgos, turc : Beyaz Kule) est un monument de Thessalonique, situé sur le front de mer et transformé en musée. La tour actuelle remplace une ancienne fortification byzantine déjà citée au XIIe siècle et reconstruite par les Ottomans pour renforcer le fort de la ville. Elle devient une prison célèbre et le lieu d'exécutions de masse durant la période ottomane. Elle est rénovée, après la reprise de la ville par la Grèce, en 1912 et deviendra le symbole de la ville.

## Historique
La tour actuelle date du règne du sultan Soliman le Magnifique. Une tour plus ancienne occupait le même site, probablement datant de la période d'occupation franque. La tour servit tour à tour de fort, de caserne et de prison. En 1826, sur ordre du sultan Mahmoud II, un massacre des prisonniers eut lieu dans la prison, ce qui lui valut l'appellation Tour du sang.
Pendant des siècles, la Tour blanche fit partie intégrante des murailles de la ville, des murailles détruites en 1866. Lors de la prise de la ville par les Grecs en 1912, la tour fut blanchie en signe de purification, ce qui lui vaut son nom actuel. C'est également près de la Tour blanche que le roi Georges Ier de Grèce fut assassiné en mars 1913.

## Situation
Bien que la tour ne soit plus aussi blanche, elle conserve son nom. Elle se situe sur  le « boulevard de la victoire » (Leofóros Níkis). Elle abrite un musée qui retrace toute l'histoire de la ville et c'est aujourd'hui une attraction touristique majeure de la cité.

## Architecture

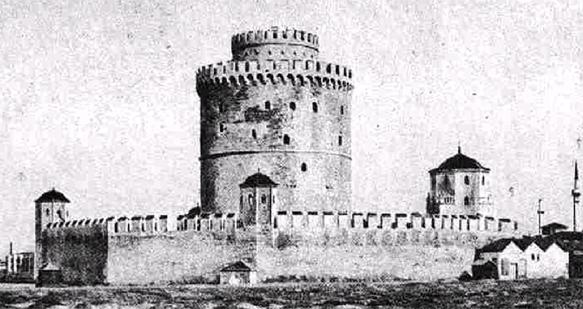
La tour blanche en 1912, avec la chemise qui entoure le monument avant sa démolition en 1917.

La tour de forme cylindrique est constituée d'une grande salle centrale autour de laquelle rayonnent de petites salles ayant vue sur l'extérieur. Pour accéder aux niveaux supérieurs, il faut emprunter un escalier hélicoïdal. Au sommet un large chemin rond donne une vue sur l'ensemble de la ville et de la baie.
Le monument a un diamètre de 23 m pour une hauteur de 34 m au-dessus du niveau du sol. Une tourelle de 12 m de haut et de 6 m de diamètre surmonte le sommet. La tourelle abrite une plate-forme d'un diamètre de 10 m.
La tour a été sensiblement modifiée au cours des décennies. Les premières illustrations montrent qu'elle a été recouverte par un toit conique. Jusqu'à sa démolition, en 1917, une chemise d'une superficie d'au moins trois fois le diamètre de la tour principale existait au pied de la tour, soutenant les canons lourds. Des poivrières octogonales situées sur la chemise et des caponnières au niveau du sol assuraient une protection autour de la tour. Il est difficile de savoir si la chemise faisait partie du plan original de la tour ou s'il s'agit d'un ajout plus tardif.

## Musée
Depuis les années 2000 le monument est un lieu d’expositions organisées par le Musée de la culture byzantine. Les espaces muséaux occupent quatre niveaux, la plateforme du sommet étant gardée comme point de vue sur la ville, le port (en), et le golfe Thermaïque.

## Galerie

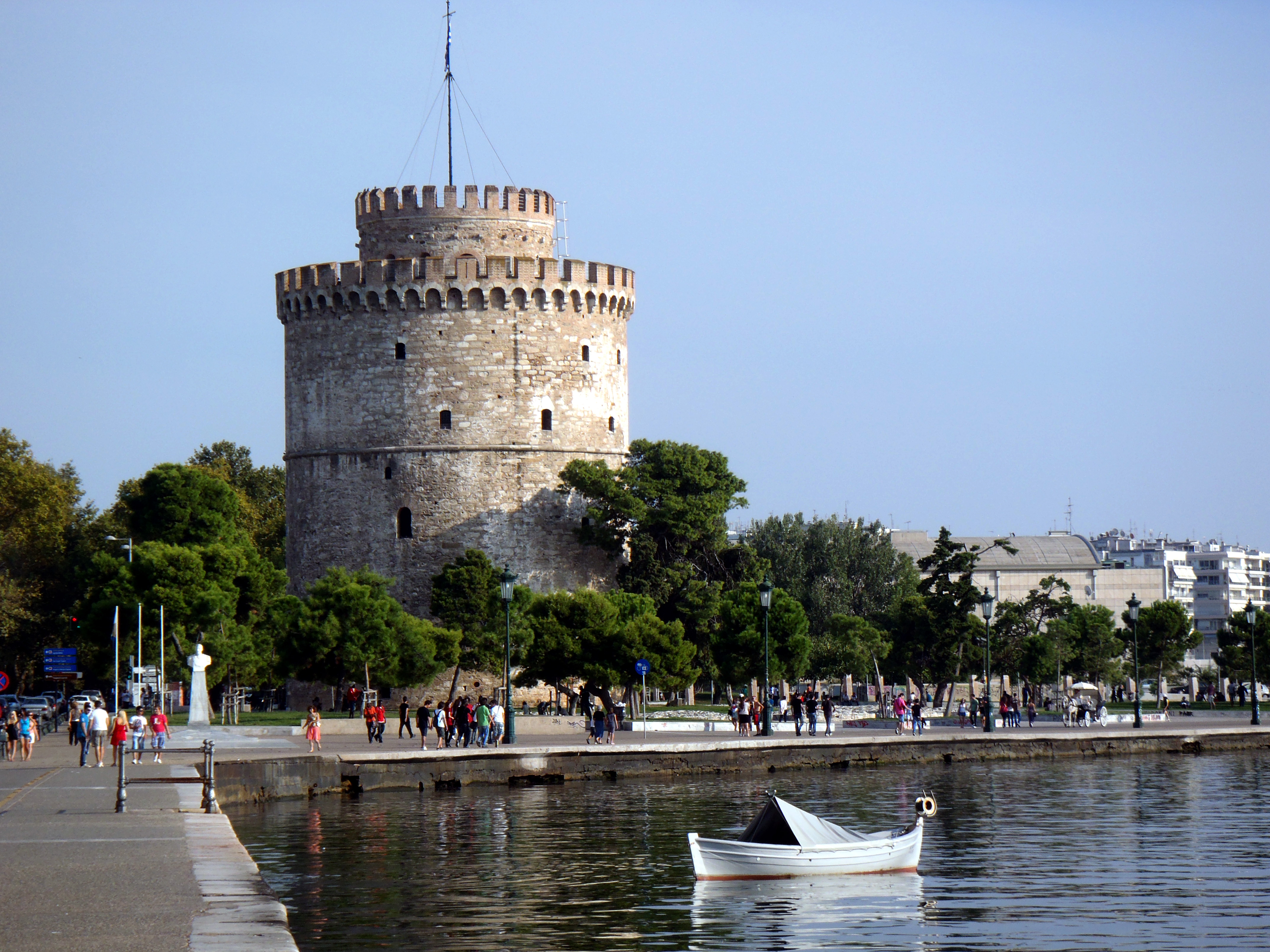
La tour le long du front de mer.
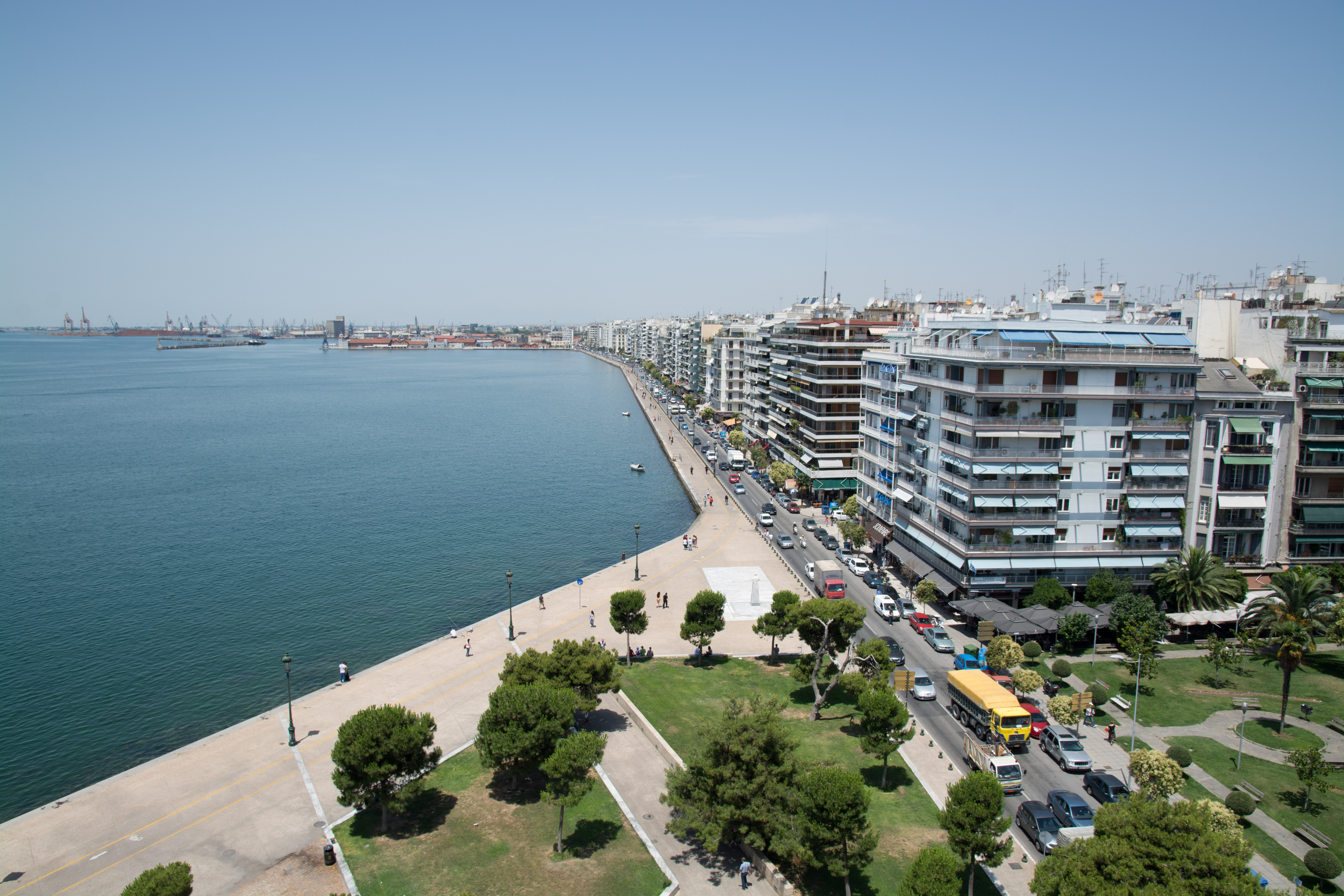
Vue du « boulevard de la victoire » et du port depuis le sommet.
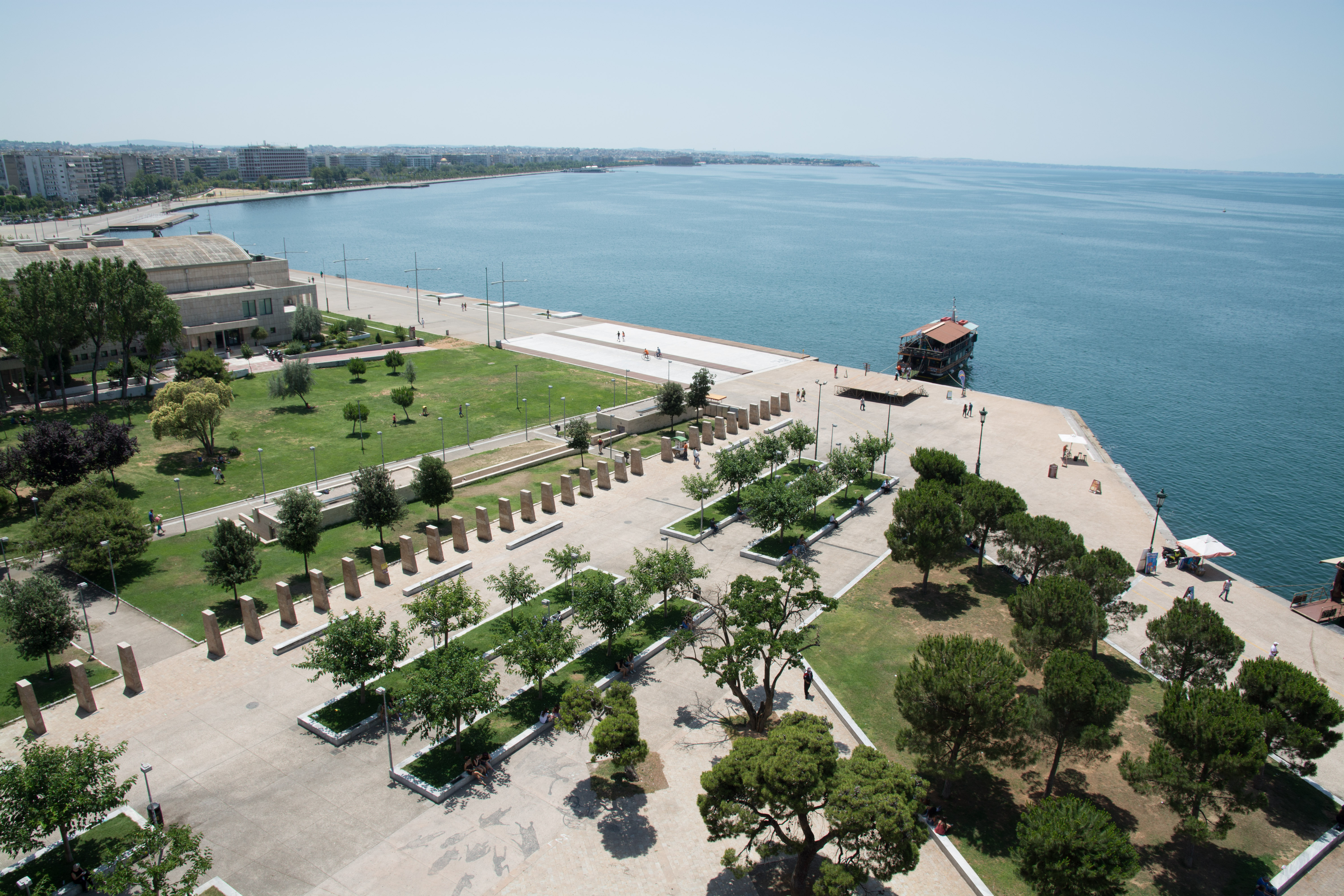
Vue du front de mer en direction du sud-est.
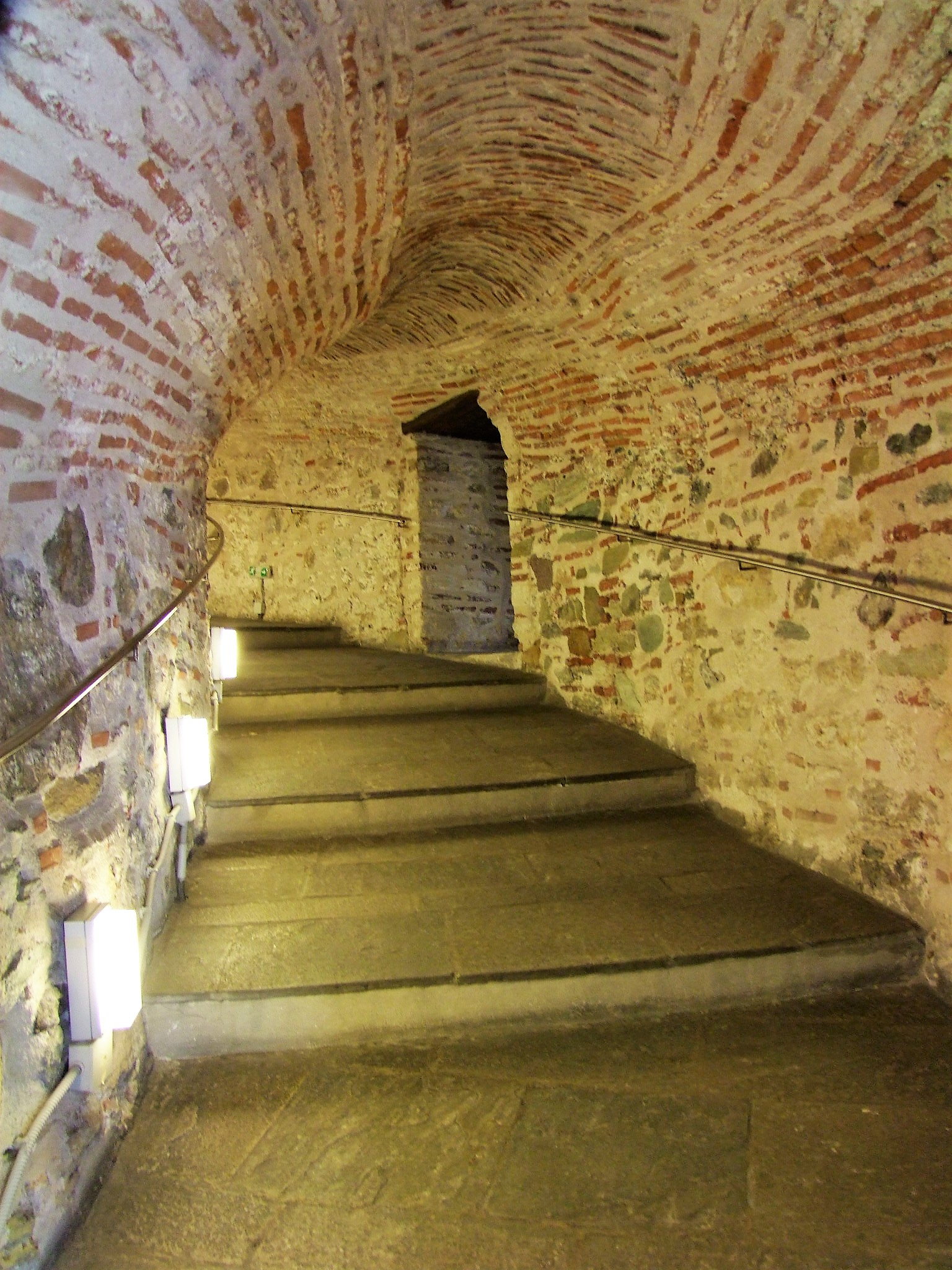
Escalier de la tour.
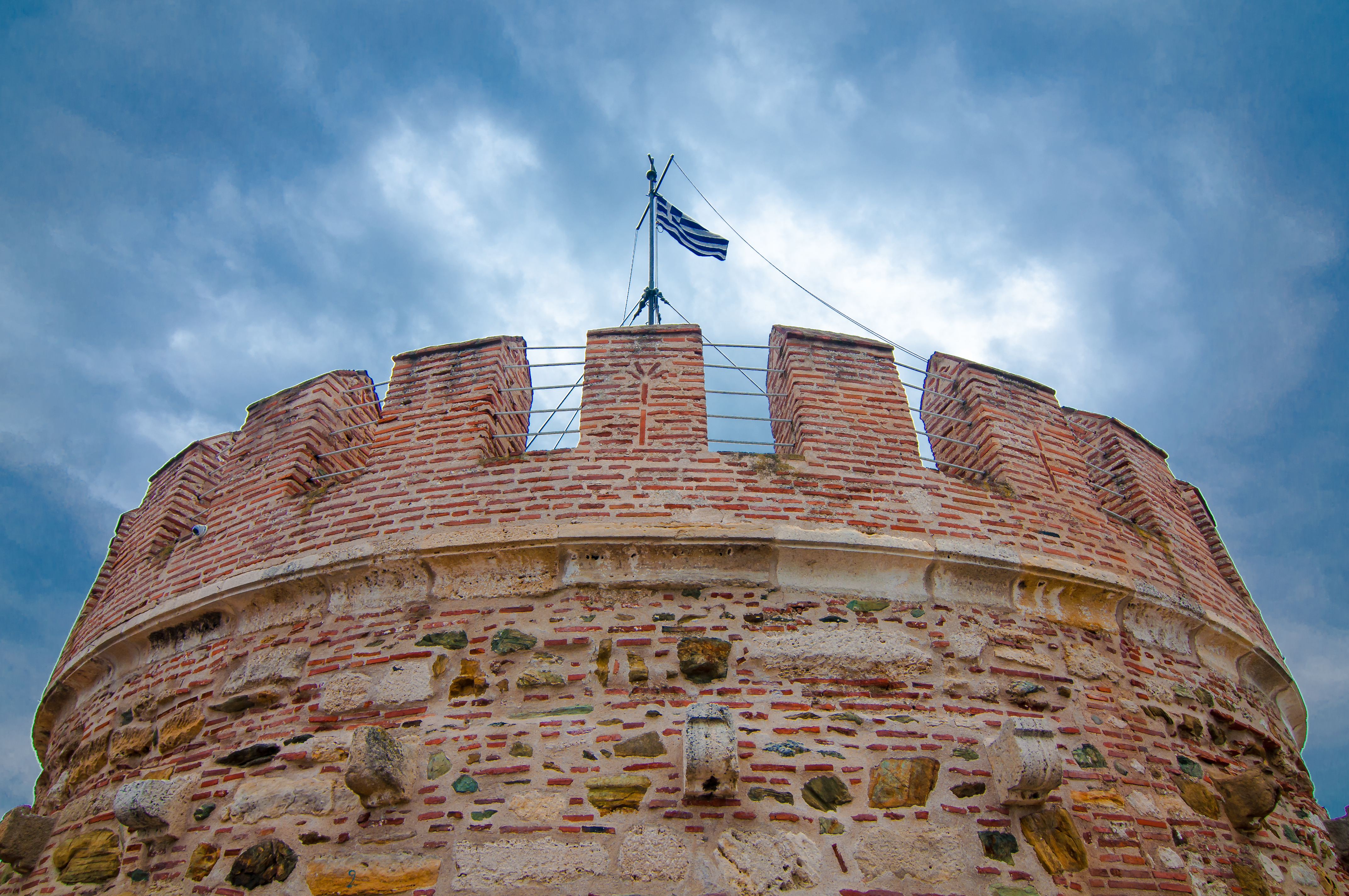
Détails de la tourelle sommitale.